# Asociación Nacional para la Vivienda del Futuro
La Asociación Nacional para la Vivienda del Futuro (ANAVIF), nació en 1995 con el objetivo de fomentar en España la vivienda ecológica y sostenible del futuro. Una construcción que, partiendo de la realidad socioeconómica y cultural, integre criterios sostenibles, ecológicos y saludables en su diseño, así como utilizar las últimas tecnologías y técnicas de construcción que lo permitan.
Luis de Garrido, es el presidente actual (2008) de ANAVIF. Fue elegido Arquitecto del año 2008 por la Asociación Internacional de Arquitectura Modular Metálica (ISBA) y el Instituto Americano de Arquitectos.

## Actividades
La asociación también organiza actividades variadas, como el Encuentro nacional visiones arquitectónica, y participa activamente en eventos relacionados con la vivienda, como el Hábitat Valencia Forward. También han organizado exposiciones como Naturalezas Artificiales en el Museo de las Artes y las Ciencias de Valencia. ANAVIF ha participado en diferentes ferias presentando las últimas innovaciones y prototipos, como Vitrohouse en la última edición de Construmat.

## Su ideario
La asociación reivindica viviendas que promuevan la felicidad de sus inquilinos, adaptadas al hombre y no al contrario y que sean económicas. Para la ANAVIF, los objetivos y requisitos para una vivienda deberían ser los siguientes:
- Disminuir al máximo la cantidad de residuos y emisiones generados en la construcción y el ciclo de vida del edificio.
- Optimizar los recursos naturales o fabricados por el hombre, para hacer edificios ecológicos.
- Disminuir el consumo energético en la construcción y la vida del edificio.
- Aumentar el bienestar de los inquilinos.
- Los edificios resultantes tienen que ser más baratos y su mantenimiento más económico.[1]